# Hijatalna hernija
Hijatalna kila ili latinski hernia hiatalis je protruzija ili hernijacija gornjeg dela želuca u grudni koš (thorax) kroz dijafragmu (diaphragma).

## Simptomi
Uključuju gastroezofagelni refluks (vraćanje želudačnog sadržaja u jednjak), bol, žgaravicu iza grudne kosti i u žličici. Mnogi pacijenti nemaju tegoba.

## Faktori rizika
Sledeći faktori mogu biti odgovorni za nastanak hijatus hernije.
- Povišeni pritisak u trbušnoj duplji uzrokovan jednim od sledećih faktora:
  - Dizanje teških tereta ili pregibanje
  - Često i snažno kašljanje
  - Snažno kihanje
  - Trudnoća i porod
  - Povraćanje
  - napinjanje kod zatvora (konstipacija)
  - Gojaznost (Dodatna težina pritiska trbuh i povećava pritisak)
  - Sjedeći položaj kod defekacije defecation[1] (See epidemiology below)

- Nasleđe
- Pušenje
- Stres
- Slabost dijafragme

## Dijagnoza
Dijagnostifikuje se gastroskopijom ili RTG pregledom želuca u Trendelembergovom položaju koji pokaže da li želudac ulazi u grudni koš.

## Tipovi
Imamo dva tipa ovih kila:
- Najčešća (95%) je sliding hiatus hernia (klizeća hijatalna kila) gde se gastroezofagelno ušće pomera zajedno sa želucem.
- Druga vrsta je rolling (kotrljajuća ili paraezofagealna) hijatalna kila gde dio želuca ulazi u grudni koš ali gastroezofagealni prelaz ostaje u trbušnoj duplji. Javlja se u pet posto slučajeva.[3]

Treći tip hijatalne kile se opisuje kao kombinacija prva dva tipa.

## Tretman
U većini slučajeva tretman nije potreban. Međutim, ako je kila velika ili je u pitanju paraezofagelni tip izazvaće tegobe i strikturu jednjaka. Pacijenti treba da podignu uzglavlje i izbegavaju ležanje nakon jela. Redukcija telesne težine može biti od pomoći. H2 blokeri ili inhibitori protonske pumpe smanjuju kiselost želuca i na taj način smanjuju tegobe.
Kod težih slučajeva preporučuje se hirurški tretman. Hronični refluks može oštetiti sluzokožu jednjaka i dovesti do pojave raka.

Hirurška procedura se naziva Nissen-ova fundoplikacija.Deo želuca se omota oko jednjaka i na taj način se sprečava reflux.
Komplikacije su teškoće sa podrigivanjem, disfagija (teže gutanje), retko ahalazija.

## Komplikacije
GERB (Gastroezofagealna refluksna bolest) nastaje zbog vraćanja kiselog sadržaja u jednjak koje je olakšano zbog nižeg pritiska u grudnom košu. Posledice su - žgaravica, esophagitis, Barrett'ov esophagus i rak jednjaka. Posledice nekada mogu biti ozbiljne. Paraezofagelna kila se može ukleštiti i uzrokovati opstrukciju i nekroza zida želuca.
Većina pacijenata nema simptome.

## Epidemiologija
Raste sa starosnom dobi. Oko 60% osoba preko 50 godina ima hijatalnu kilu. Od njih, 9% ima simptome.
Prema Dr. Denis Burkitt, "Hijatalna kila ima maksimalnu prevalenciju u SAD-u i zapadnoevropskim zemljama. Bolest je retka u seoskim afričkim društvima. Burkitt smatra da hrana siromašna biljnim vlaknima dovodi do povećanog naprezanja kod defekacije.

## Literatura
- Lawrence, P. (1992). Essentials of General Surgery. Baltimore: Williams & Wilkins. стр. 178. ISBN 0-683-04869-4.
- Goyal Raj K,. „Chapter 286, Diseases of the Esophagus”. Harrison's Principles of Internal Medicine (17e изд.).

## Spoljašnje veze
|  | Molimo Vas, obratite pažnju na važno upozorenje u vezi sa temama iz oblasti medicine (zdravlja). |